# Firth of Forth
Firth of Forth (škotskogelsko Linne Foirthe) je estuarij ali firth več škotskih rek, vključno z reko Forth. Srečuje se s Severnim morjem s Fife na severni obali in Lothianom na južni.

## Ime
Firth je sorodnik fjorda, nordijske besede, ki pomeni ozek zaliv.
Forth izhaja iz imena reke; to je *Vo-rit-ia (počasen tek) v protokeltščini, kar pomeni Foirthe v stari gelščini in Gweryd v valižanščini.
V rimskih časih je bil znan kot Bodotria. V nordijskih sagah je bil znan kot Myrkvifiörd. Zgodnje valižansko ime je Merin Iodeo ali 'morje Iudeu'.

## Geografija in gospodarstvo
Geološko gledano je Firth of Forth fjord, ki ga je oblikoval ledenik Forth v zadnjem ledeniškem obdobju. Drenažni bazen za Firth of Forth pokriva široko geografsko območje, vključno s kraji, ki so oddaljeni od obale, kot so Ben Lomond, Cumbernauld, Harthill, Penicuik in robovi igrišča za golf Gleneagles.
Številna mesta se vrstijo ob obalah, pa tudi petrokemični kompleksi v Grangemouthu, komercialni doki v Leithu, nekdanje ladjedelnice za gradnjo naftnih ploščadi v Methilu, obrat za razbijanje ladij v Inverkeithingu in nekdanja mornariška ladjedelnica v Rosythu, skupaj s številnimi drugimi industrijskimi območji, vključno z območje Forth Bridgehead, ki obsega Rosyth, Inverkeithing in južni rob Dunfermline, Burntisland, Kirkcaldy, Bo'ness in Leven.
Zaliv je premoščen na dveh mestih. Most Kincardine in most Clackmannanshire ga prečkata pri Kincardinu, medtem ko vzhodneje Forth Bridge, Forth Road Bridge in Queensferry Crossing prečkajo severni Queensferry v južni Queensferry. Rimljani naj bi zgradili pontonski most s približno 900 čolni, verjetno v južnem Queensferryju.
Od leta 1964 do 1982 je obstajal predor pod Firth of Forth, ki so ga kopali premogovniki, da bi povezali premogovnik Kinneil na južni strani Fortha s premogovnikom Valleyfield na severni strani. To je prikazano v izobraževalnem filmu Forth – Powerhouse for Industry iz leta 1968. Jaški, ki vodijo v predor, so bili napolnjeni in zaprti z betonom, ko so predor zaprli, in domnevajo, da se je napolnil z vodo ali ponekod zrušil.
Julija 2007 je prevoz potnikov na zračni blazini zaključil dvotedensko poskusno vožnjo med Portobellom v Edinburghu in Kirkcaldyjem v Fifeju. Preizkus storitve (ki se trži kot Forthfast) je bil ocenjen kot velik operativni uspeh, s povprečno obremenitvijo potnikov 85 odstotkov. Ocenjeno je bilo, da bi storitev zmanjšala zastoje za dnevne migrante na cestnih in železniških mostovih Forth, saj bi vsako leto prepeljala približno 870.000 potnikov. Kljub začetnemu uspehu je bil projekt decembra 2011 preklican.
Notranji firth, ki je med mostovoma Kincardine in Forth, je zaradi melioracije izgubil približno polovico svojega nekdanjega območja plimovanja, deloma za kmetijstvo, predvsem za industrijo in velike lagune pepela, zgrajene za odlaganje pepela iz kurjenja premoga. Elektrarna Longannet blizu Kincardine. Zgodovinske vasi se vrstijo ob obali Fife; Limekilns, Charlestown in Culross, ustanovljena v 6. stoletju, kjer se je rodil sveti Kentigern.
Firth je naravovarstveno pomemben in je območje posebnega znanstvenega interesa. SPA Firth of Forth Islands (posebno zaščiteno območje) je dom več kot 90.000 gnezdečim morskim pticam vsako leto. Na otoku May je opazovalnica ptic. Niz peščenih in gramoznih brežin v pristopih k zalivu je od leta 2014 označen kot Naravovarstveno zaščiteno morsko območje pod imenom Firth of Forth Banks Complex.
Najmlajša oseba, ki je preplavala Firth of Forth, je bil 13-letni Joseph Feeney, ki mu je to uspelo leta 1933.
Leta 2008 je Forth Ports zavrnil kontroverzno ponudbo, da bi dovolili pretok nafte med ladjami v jezeru. SPT Marine Services je zaprosil za dovoljenje za pretovarjanje 7,8 milijona ton surove nafte na leto med tankerji, vendar so predlogi naleteli na odločno nasprotovanje naravovarstvenih skupin.

## Zanimivosti
- Aberlady Bay, reka Almond, Archerfield Links
- Svetilnik Barns Ness, Bass Rock in kapela St Baldreda, Belhaven, grad Blackness
- Jame Caiplie, pristanišče Cockenzie, elektrarna Cockenzie, Cramond, Culross
- Dalmeny House, grad Dirleton
- Esk
- svetilnik Fidra, pristanišče Fisherrow
- Gosford House, pristanišče Granton, Gullane
- Hopetoun House, Hopetoun Monument
- John Muir Country Park, John Muir Way
- reka Leven, Longniddry Bents
- Musselburgh Racecourse
- pristanišče Newhaven Harbour, North Berwick Golf Club, North Berwick Law
- Portobello Beach, Port Seton, muzej industrijske dediščine Prestongrange, Preston Tower
- Ravenscraig Castle, Royal Racing Yacht Bloodhound, Royal Yacht Britannia
- Škotski muzej ribištva, Škotski center za morske ptice, Seton Sands, jama St. Fillan, mlin na veter St. Monans
- [[grad Tantallon, nuklearna elektrarna Torness, reka Tyne
- Waterston House
- Yellowcraigs